# Mont-Notre-Dame
Mont-Notre-Dame é uma comuna francesa na região administrativa de Altos da França, no departamento de Aisne. Estende-se por uma área de 9,63 km². Em 2010 a comuna tinha 742 habitantes (densidade: 77,1 hab./km²).